# Monsanto
Monsanto je međunarodna korporacija sa sjedištem u SAD-u koja djeluje na području poljoprivrede i biotehnologije. Monsanto je vodeći svjetski proizvođač herbicida glifosata, na tržištu dostupnog preko branda herbicida Roundupa i drugih brandova. Monsanto je također vodeći svjetski proizvođač genetički modificiranog sjemena. Sjedište je korporacije u gradu Creve Coeuru, u saveznoj državi Missouri.
Tvrtka Agracetus u vlasništvu Monsanta ima pravo na ekskluzivnu proizvodnju sojinog sjemena Roundup Ready za komercijalno tržište. Godine 2005., kupovinom tvrtke Seminis, Monsanto je postao najveća svjetska sjemenarska korporacija.
Razvoj Monsanta, uz reklamiranje genetički modificiranog sjemena i goveđeg hormona rasta, agresivno parničenje, političko lobiranje i uz pritiske na druge proizvođače sjemena, doveo je do kontroverzija širom svijeta te Monsanto postaje glavnom metom antiglobalizacijskog pokreta i aktivista za zaštitu okoliša. Zbog svoje poslovne politike Monsanto je bio pod istragom Ministarstva pravosuđa SAD-a 2009. godine.

## Povijest
Korporaciju Monsanto osnovao je godine 1901. u St. Louisu John Francis Queeny. Posao je započeo svojim novcem i kapitalom što ga je stekao kao distributer bezalkoholnih pića, a kao naziv tvrtke odabrao je djevojačko prezime svoje supruge. S licencijom za korištenje njemačkog patenta na saharin na teritorij-u SAD-a, Monsantov je prvi proizvod bilo ovo umjetno sladilo, a prodavao ga je Coca-Coli.
Godine 1919. Monsanto je ušao na tržište Europe, gdje je s partnerom iz Walesa proizvodio vanilin, salicilnu kiselinu, aspirin, a kasnije i neke od kemikalija potrebnih za proizvodnju gume. Ovaj je pogon prodan i zatvoren godine 2010.
U svojoj trećoj dekadi, godine 1920., Monsanto je proširio proizvodnju na osnovne industrijske kemikalije kao što je sumporna kiselina. Godine 1928. korporaciju je preuzeo Queenyjev sin Edgar Monsanto Queeny.
1940-ih je godina Monsanto postao vodeći proizvođač plastike, uključujući polistiren i umjetna vlakna. Odonda do danas stalno je jedna od deset najvećih kemijskih kompanija u SAD-u. Drugi su važni Monsantovi proizvodi pesticid i insekticid DDT (diklordifeniltrikloretan), te herbicid 2,4,5-T (triklorfenoksioctena kiselina) i Agent Orange, koji se za vrijeme vijetnamskog rata koristio kao defolijant i bojni otrov (kasnije je otkriveno da je tijekom proizvodnje kontaminiran veoma kancegorenim dioksinom), umjetno sladilo aspartam (označen E-brojem E 951, poznat i pod imenom NutraSweet), goveđi hormon rasta somatotropin, te poliklorobifenili. U istom desetljeću Monsanto je vodio projekt Dayton, a kasnije je sudjelovao i u projektu Manhattan, čiji je cilj bio razvoj prvog nuklearnog oružja te, nakon 1947., u radu Komisije za atomsku anergiju SAD-a (engl. United States Atomic Energy Commission, skraćeno AEC). 
Monsanto je počeo proizvoditi DDT godine 1944., kada je bio jedan od njegovih 15 proizvođača. Insekticid DDT bio je veoma dobro prihvaćen u borbi protiv komaraca koji prenose malariju. Uporebu DDT-a u SAD-u zabranio je Kongres SAD-a godine 1972., zahvaljujući u velikoj mjeri naporima aktivista za zaštitu okoliša i poticajima Rachel Carson i njezine knjige Tiho proljeće, objavljene 1962., kojom je javnost informirana o nuspojavama vezanima uz upotrebu DDT-a. Pred kraj desetljeća, godine 1949., Monsanto je preuzeo tvrtku American Viscose od engleske obitelji Courtauld.
Godine 1954., Monsanto je ušao u partnerstvo s njemačkim kemijskim divom Bayerom, s kojim je osnovao Mobay i ušao na tržište poliuretana u SAD-a.
Tijekom 1960-ih i 1970-ih godina, Monsanto je postao jedan od najvažnijih proizvodača Agent Orangea za vojne operacije SAD-a u Vijetnamu. Agent Orange izazvao je velike štete okolišu, te goleme zdravstvene probleme tamošnjem stanovništvu, gdje zbog njegovog korištenja, prema procjeni vijetnamske vlade, ozbiljnih zdravstvenih problema i danas ima barem 800000 ljudi, i američkim vojnicima, od kojih danas njih oko 10000 boluje od različitih oblika raka.
Monsanto je 1970.-ih bio pionir u optoelektronici. Godine 1968. postao je prva tvrtka koja je započela masovnu proizvodnju svjetlećih dioda, koje koriste galijev arsenid fosfid (leguru galijevog arsenida i galijevog fosfida). Ovo je otvorilo vrata eri primjene tehnologije zalivenih elektroničkih elemenata (eng. solid-state lighting, skraćeno SSL) u rasvjeti. Od 1968. do 1970. prodaja im se udvostručavala svakih nekoliko mjeseci. Monsantovi proizvodi postali su standard. Primarno tržište tada su bili elektronički kalkulatori i digitalni satovi.
Godine 1979. Monsanto i američko Društvo inženjera sigurnosti (engl. Society of Safety Engineers) ustanovili su godišnju nagradu za zaštitu na radu Edgar Monsanto Queeny Safety Professional of the Year, nazvanu u čast prijašnjem Monsantovom izvršnom direktoru (1928. – 1960.), u nastojanju da unaprijede prevenciju ozljeda na radu.
Znanstvenici iz Monsanta prvi su genetički modificirali biljnu stanicu godine 1982. Pet godina kasnije Monsanto je obavio prva terenska testiranja genetički modificiranih poljoprivrednih kultura.
U procesu restrukturiranja poslovanja kroz spajanja i akvizicije, između 1997. i 2002., Monsanto je iz kemijskoga prerastao u biotehnološkog diva. Dio ovog procesa uključio je i prodaju postrojenja za proizvodnju fenilalanina korporaciji Great Lakes Chemical Corporation (GLCC) za 125 milijuna dolara 1999. godine. Godinu je dana kasnije GLCC tužio Monsanto zbog podbačaja od 71 miljuna dolara u odnosu na očekivanu prodaju.
Godine 2001. umirovljeni Monsantov kemičar William S. Knowles dobio je Nobelovu nagradu za kemiju za svoj rad na asimetričnim sintezama, koje je istraživao u Monsantu od početka 1960-ih pa sve do umirovljenja 1986. godine.
Tijekom 2004. i 2005. Monsanto je tužio mnoge farmere u SAD-u i Kanadi zbog kršenja patentnih prava, a posebno one koji su prodavali sjeme koje je sadržavalo gene što ih je patentirao Monsanto. U nekim su slučajevima farmeri tvrdili da je sjeme sa susjednih oranica nanio vjetar. Takav je iskaz pobijen u parnici koju je Monsanto Canada Inc. vodio protiv kanadskog farmera Percyja Schmeisera, uzgajivača uljane repice. U svibnju 2004. kanadski Vrhovni sud donio je odluku u korist Monsanta i presudio da je uzgajajući biljke koje sadrže patentirani genom i patentirane stanice bez licencije uzgajivač uljane repice Percy Schmeiser lišio tvrtku Monsanto Canada Inc. punog uživanja prava patenta. Takvom su presudom kanadski sudovi bili na tragu odluka Vrhovnog suda SAD-a u pitanjima prava patenta na biljke i gene.
U veljači 2005. Monsanto je podnio zahtjev za patentiranje svoje tehnike rasploda svinja, čime bi kompanija stekla pravo na vlasništvo nad svim svinjama koje se okote na ovaj način kao i nad njihovim krdima. Greenpeace tvrdi da Monsanto pokušava steći vlasništvo nad uobičajenim tehnikama rasploda. Monsanto tvrdi da se u njihovoj patentiranoj metodi koriste posebni instrumenti za inseminaciju, te da je za nju potrebno manje sjemena nego kod uobičajene oplodnje.
Godine 2006. američka neprofitna udruga Public Patent Foundation podnosi zahtjev Uredu za patente i žigove SAD-a (engl. United States Patent and Trademark Office) pri Ministarstvu trgovine SAD-a da opozove četiri patenta kojima se Monsanto koristio u tužbama protiv farmera. U prvom krugu ispitivanja, Ured za patente i žigove SAD-a opozvao je sva četiri patenta četirima zasebnim odlukama donesenima između veljače i srpnja 2007. godine. Monsanto je odonda uložio više prigovora na odluke.
U listopadu 2008. godine kanadskom odjelu tvrtke, Monsanto Canada Inc., dodijeljena je titula jednog od sto najboljih kanadskih poslodavaca. Godine 2008., 2009., 2010., 2011. i 2012. Monsanto Canada Inc. proglašen je jednim od najboljih poslodavaca u Manitobi.
U siječnju 2010. magazin Forbes proglasio je Monsanto kompanijom godine.

### Kronologija spajanja i akvizicija
Kao rezultat niza transakcija spajanja i akvizicija, Monsanto koji je postojao od 1901. do 2000. godine i sadašnji Monsanto pravno su dvije različite korporacije. Iako imaju isto ime i isto sjedište, te mnoge rukovodeće i ine zaposlenike, kao i odgovornosti proistekle iz aktivnosti u kemijskoj industriji, jedina djelatnost koja se zadržala u sadašnjoj korporaciji jest industrija poljoprivrednih kemikalija. 
Od 1980. godine naovamo dogodile su se ove važne promjene: 
- 1985.: Monsanto kupuje kompaniju Searle. Ovim spajanjem Searleovo poslovanje s aspartamom izdvaja se u zasebnu Monsantovu podružnicu, NutraSweet Company. Izvršni direktor NutraSweeta, Robert B. Shapiro, bit će izvršni direktor Monsanta od 1995. do 2000. godine.

- 1996.:  u travnju Monsanto kupuje 49.9%, a u studenom još ~5% dionica tvrtke Calgene, koja je proizvela genetički modificiranu rajčicu Flavr Savr. Monsanto po prvi put počinje poslovati sa sjemenom kukuruza kad godine 1996. kupuje 40% dionica tvrtke DEKALB Genetics Corporation, proizvođača hibridnog sjemena kukuruza. Ostatak kompanije kupljen je 1998. godine.

- 1997.: Monsanto izdvaja odjele koji se bave kemikalijama i vlaknima te tako nastaje tvrtka Solutia Inc. Time su prenesene i sve financijske obveze vezane uz proizvodnju i kontaminaciju polikloriranim bifenilima (PCB) na području Illinoisa i Alabame. U siječnju iste godine Monsanto objavljuje kupnju tvrtke Holden's Foundations Seeds, zajedno s njezinom sestrinskom distribucijskom tvrtkom Corn States Hybrid Service. Sveukupna cijena akvizicije premašuje 925 milijuna dolara. U travnju iste godine Monsanto kupuje preostale dionice tvrtke Calgene.

- 1999.: Monsanto prodaje NutraSweet Company i još dvije kompanije.

- 2000.: u proljeće se Monsanto spaja s tvrtkama Pharmacia i Upjohn, a poljoprivredni odjel postaje podružnica nove Pharmacije; odjeli za medicinska istraživanja, koja uključuju proizvode kao što je Celebrex, ostaju u Pharmaciji. U listopadu iste godine Pharmacia izdvaja svoju podružnicu pri Monsantu u novu kompaniju, novi Monsanto. Ugovorena je obveza Monsanta da odgovara za štete koje Pharmaciji mogu nastati iz sporova protiv tvrtke Solutia. Posljedica je ovoga da je novi Monsanto i dalje stranka u brojnim sudskim parnicama koje su povezane s djelovanjem starog Monsanta.

- 2005.: za 1,4 milijarde dolara Monsanto kupuje tvrtku Seminis, vodećeg globalnog proizvođača sjemena voća i povrća.

- 2007.: u lipnju Monsanto dovršava kupnju tvrtke Delta and Pine Land Company, krupnog proizvođača sjemena pamuka, po cijeni od 1,5 milijarda dolara. U studenom iste godine Monsanto izlazi iz posla uzgoja svinja i odriče se svih patenata povezanih s svinjama, njihove primjene, i sveg drugog povezanog intelektualnog vlasništva.

- 2008.: u kolovozu Monsanto kupuje nizozemskog sjemenarsku tvrtku De Ruiter Seeds za 546 milijuna eura, te njezin brand goveđeg hormona rasta somatotropina Posilac i s time povezane poslove prodaje korporaciji Elanco Animal Health (odjelu tvrtke Eli Lilly and Company) po cijeni od 300 milijuna dolara uvećanoj za dodatne vezane troškove.
- 2012: Monsanto kupuje Precision Planting Inc., kompaniju koja proizvodi računalnu opremu i programe koji pomažu poljoprivrednicima da povećaju prinose i produktivnost preciznim planiranjem uzgoja.
- 2013: Monsanto kupuje Climate Corp za 930 milijuna USD. Climate Corp. glavna djelatnost kompanije je stvaranje vremenske prognoze specijalno za poljoprivrednike uspoređivanjem podataka s terena i iz prošlog razdoblja. Ako je prognoza pogrešna poljoprivrednik ima pravo na kompenzaciju.
- 2015: Monsanto je pokušao kupiti kompaniju Syngenta za 46,5 milijardi dolara, ali nije uspio.
- 2016: Bayer želi kupiti Monsanto za 65 milijardi dolara. Uspjeli su se dogovoriti i Monsanto je prodan za 66 milijardi dolara.

U istraživanju, razvoju i marketingu biotehnologije Monsanto surađuje s njemačkom kemijskom tvrtkom BASF.

## Upravljanje korporacijom

### Vijeće direktora
Sadašnji su članovi vijeća direktora Monsanta (2012. g., abecednim redom): David L. Chicoine, čelnik najvećeg sveučilišta u Južnoj Dakoti, South Dakota State University; Janice L. Fields, predsjednica američkog McDonald’sa; Hugh Grant, predsjednik i izvršni direktor Monsanta; Arthur H. Harper, partner menadžer iz investicijske tvrtke GenNx360 Capital Partners; Laura K. Ipsen, viša potpredsjednica i glavna direktorica kompanije Cisco Systems Connected Energy Networks; Gwendolyn S. King, predsjednica glasnogovorničke tvrtke Podium Prose; C. Steven McMillan, bivši predsjednik i izvršni direktor korporacije Sara Lee; Jon R. Moeller, glavni direktor za financije u kompaniji Procter & Gamble; William U. Parfet, izvršni direktor ugovorne istraživačke organizacije MPI Research; George H. Poste, izvršni direktor konzultantske tvrtke specijalizirane za primjenu genomskih tehnologija i računarstva u zdravstvu Health Technology Networks.

### Neki javni dužnosnici bivši zaposlenici Monasanta
Neki bivši zaposlenici Monsanta na vodećim su mjestima u američkim državnim agencijama kao što su Agencija za hranu i lijekove (engl. Food and Drug Administration ili skr. FDA), državna agencija za zaštitu okoliša (engl. United States Environmental Protection Agency ili skr. EPA) te Vrhovni sud SAD-a. Linda Fisher naizmjence je radila u Monsantu i u EPA-i.

## Zdravlje i okoliš

### Genetički modificirani organizmi
Mnoge vrste sjemena koje proizvodi Monsanto posebno su genetički modificirana kako bi bile otporne na Monsantove poljoprivredne kemikalije, kao što je herbicid Roundup. U studiji koju je objavio znanstveni časopis International Journal of Biological Sciences, istraživači su statistički obradili podatke koje su dobili od Monsanta i zaključili da su genetski modificirane sorte kukuruza uzrokovale hepatorenalni sindrom. Naveli su da je tomu uzrok prisustvo novih pesticida zajedno s umetnutim genima, iako nisu isključili mogućnost da je tomu razlog mutacija tijekom transformacije.
Monsanto je uvučen u prijepor oko genetički modificirane hrane potaknut aferom Pusztai. Eksperimenti biokemičara i nutricionista Arpada Pusztaija, provedeni na štakorima hranjenima genetički modificiranim krumpirom, čiji su rezultati obznanjeni 1998. godine, pokazali su da je upravo proces genetičkog inženjerstva, a ne prisustvo umetnutog gena lektina, uzrokom promjene debljine epitela u crijevima štakora hranjenih genetički modificiranim krumpirom. Drugim riječima, genetičko inženjerstvo kao takvo, a ne prisustvo pesticida, razlog je promjenama koje su naštetile štakorima. Objavljivanje ove studije izazvalo je mnoge kontroverzije.

### Rekombinantni goveđi hormon rasta (rBST)
Monsanto je izazvao prijepore širom SAD-a predstavljanjem rekombinantnog goveđeg hormona rasta somatotropina (skraćeno rBST), Riječ je o sintetičkom hormonu koji se injekcijom daje kravama radi povećanja proizvodnje mlijeka. U krvnom optoku krave rekombinantni goveđi hormon rasta stimulira inzulinu sličan čimbenik rasta-1 (kratica: IGF-1).
Iako se IGF-1 prirodno nalazi u majčinom mlijeku, koje služi prehrani dojenčeta, on ima štetno djelovanje kod odraslih i ne-dojenčadi, kod kojih ubrzava razvoj raka. Ovaj biološki aktivni hormon povezan je s rakom dojke (dokazana je korelacija kod žena u premenopauzi), rakom prostate, rakom pluća i rakom debelog crijeva.

Monsanto je sponzorirao istraživanje mlijeka čiji rezultati nisu ukazali na značajnu razliku u količini rekombinantnog goveđeg hormona rasta u mlijeku označenom etiketom „bez rBST-a“ ili „organsko mlijeko“, i u mlijeku bez takvih etiketa.
Prema američkom dnevnom listu The New York Timesu, Monsantov brend rBST-a, Posilac, u ožujku 2008. godine bio je u središtu zanimanja AFACT-a, skupine zagovornika korištenja rBST-a, čiji su članovi, predstavnici grupa korporacija (konglomerata) krupnih prerađivača mlijeka, tijesno povezani s Monsantom. Ova grupa angažirala se u opsežnom lobiranju s ciljem da se na državnoj razini spriječi da mlijeko bez rBST-a bude etiketirano kao takvo. Budući da se mlijeko etiketirano kao bez hormona pokazalo veoma popularnim kod potrošača, prvobitno je AFACT svoja nastojanja opravdavao time da je Agencija za hranu i lijekove odobrila rBST, te da popularnost mlijeka bez rBST-a ugrožava pravo prerađivača mlijeka da se koriste tehnologijom koja maksimizira njihov profit.
Dosad je veoma negativan stav potrošača spram AFACT-ovih zakonodavnih nastojanja priječio državne regulatore da forsiraju ograničenja koja bi dovela do zabrane etiketiranja mlijeka bez hormona kao takvoga, no usprkos tome nekoliko je političara, uključujući tadašnjeg tajnika Ministarstva poljoprivrede savezne države Pennsylvanije Dennisa C. Wolffa, pokušalo zabraniti takvo etiketiranje mlijeka temeljem toga da su „potrošači zbunjeni“. Primjeni biotehnologije naklonjena web stranica Earth friendly farm friendly prenijela je izjavu Dennisa C. Wolffa:
| „                                                                                          | Potrošače se zbunjuje ovim dodatnim etiketama – rekao je tajnik Ministarstva poljoprivrede Pennsylvanije Dennis Wolff. – Oni zaslužuju izbor, ali jednako tako izbor zaslužuju i proizvođači. A s gledišta sigurnosti, svako je mlijeko zdravo mlijeko. Naše je mlijeko siguran proizvod. Ministarstvo poljoprivrede savezne države Pennsylvanije nije u poziciji reći treba li rBST koristiti ili ne. Ključna je riječ: izbor. Ja sam rabio rBST od dana kada je odobren do dana kad sam posljednji put pomuzao krave. Bio mi je važno sredstvo farmi. Ono čemu se suprotstavljamo jest negativni publicitet ili sijanje straha. Ako se od mljekara traži da odustanu od efikasnosti proizvodnje, i ako im ta efikasnost donosi čist prihod od tri ili od deset tisuća dolara godišnje… to je mnogo novca. | ” |
| — Dennis C. Wolff, Ministarstvo poljoprivrede američke savezne države Pennsylvanije, 2006. | |   |

Istup tajnika Dennisa Wolffa odjeknuo je među gnjevnim potrošačima i izvan Pennsylvanije. Pod pritiskom građana i javnosti, koji su počeli upućivati brojna pisma i telefonske pozive, intervenirao je guverner Pennsylvanije Edward Rendell i demantirao tajnika rekavši “Građani imaju pravo na potpune informacije o tomu kako se proizvodi mlijeko koje kupuju.”

### Prijepor oko sjemenaTerminatora
U lipnju 2007. godine Monsanto je preuzeo kompaniju Delta and Pine Land koja je patentirala tehnologiju proizvodnje sjemena nazvanu Terminator. Ovom tehnologijom, koja se ne koristi u komercijalne svrhe, uzgajaju se biljke čije je sjeme sterilno, tako da nakon sadnje ne cvatu niti daju ploda. Time se sprečava širenje sjemena po okolišu, a kupci koji sade ovu vrstu sjemena za svaku novu sjetvu moraju ponovo kupovati sjeme. Posljednjih godina u stalnom je porastu širok opozicijski pokret organizacija za zaštitu okoliša i udruženja farmera zbog bojazni da bi sjeme proizvedeno ovom tehnologijom moglo povećati ovisnost farmera o proizvođačima sjemena.
Godine 1999. Monsanto se obvezao da neće komercijalizirati tehnologiju proizvodnje sjemena Terminator. Potpredsjednik Delte Harry Collins u listopadu 2000. godine izjavio je u novinskom intervjuu: ‘Nastavljamo raditi na [Terminatoru]. Nikad zapravo nismo niti usporili. Mi imamo cilj, idemo prema njegovoj komercijalizaciji. Nikad zapravo nismo niti odustali.’

### Onečišćavanje okoliša
Godine 1926., kada je o zaštiti okoliša većinom vodila brigu lokalna uprava, Monsanto je u saveznoj državi Illinoisu utemeljio grad Monsanto, kasnije primenovan u Sauget, kako bi u njemu smjestila svoja kemijska postrojenja pod liberalnijim zakonodavstvom i uz niže poreze. Godinama su Monsantova postrojenja u Saugetu bila najveći američki proizvođač polikloriranih bifenila. Premda su 1970-ih godina poliklorirani bifenili zabranjeni, voda rijeke Dead Creeka i dalje je njima zagađena.
Između 1965. i 1972. godine Monsanto je platio ugovornim partnerima da nezakonito odlože tisuće tona vrlo toksičnog otpada na odlagališta u Velikoj Britaniji, znajući da kemikalije u njemu mogu štetno djelovati i na živi svijet u prirodi i na ljude. Agencija za okoliš pri Ministarstvu okoline, hrane i ruralnih pitanja Ujedinjenoga Kraljevstva objavila je da se pokazalo kako kemikalije onečišćuju podzemne vode i atmosferu i 30 godina nakon odlaganja.
U prilogu objavljenom 27. siječnja američki dnevni list The New York Times izvjestio je da je samo tijekom 1969. godine Monsanto odložio 45 tona polikloriranih bifenila u potok Snow Creek, pritok rijeke Choccolocco Creek koja pitkom vodom opskrbljuje velik dio tog područja. Monsanto je također zakopao milijune kilograma polikloriranih bifenila u otvorene jame odagališta otpada smještenoga na brežuljcima iznad postrojenja i u okolici.
Monsanto je u kamenolom blizu sela Groes-faena u Walesu do 1977. godine odložio tisuće tona toksičnog otpada koji je sadražavao poliklorirane bifenile.
Godine 1998. Monsantov direktor za odnose s javnošću Phil Angell ovako je objasnio politiku korporacije: „Monsanto ne treba kontrolirati sigurnost biotehnološki proizvedene hrane. Naš je interes u tomu da je prodamo što više možemo. Osiguravanje njezine sigurnosti posao je Agencije za hranu i lijekove.“
Godine 2002. američki dnevni list The Washington Post prenio je na naslovnoj stranici prilog o zagađenju okoliša u gradu Annistonu u saveznoj državi Alabami, što ga je u nasljeđe ostavio Monsanto. Tamošnji zakon dopušta proizvodnju polikloriranih bifenila, kemikalije koja se prije četrdeset godina koristila kao uobičajen električni izolator. Pribavljeni su dokumenti koji su pokazivali da je tamošnje Monsantovo postrojenje više od 40 godina u lokalne potoke svjesno odlagalo živu i otpad koji je sadržavao poliklorirane bifenile. U kolovozu 2003. godine Solutia i Monsanto pristali su platiti 700 milijuna dolara kako bi se nagodili s preko 20000 žitelja Annistona povezanih s posljedicama zagađenja polikloriranim bifenilima.
U nekadašnjemu rudniku vapnenca Brofiscin Quarry, blizu Cardiffa, 2003. godine došlo je do erupcije para; isparine su se proširile po okolini, a lokalno stanovništvo nije znalo da je u rudniku pohranjen toksični otpad. Vlada Velike Britanije izvijestila je da 67 kemikalija, uključujući derivate Agent Orangea, dioksine i poliklorirane bifenile, koje proizvodi isključivo Monsanto, istječe iz jednog neobloženog poroznog kanala rudnika bez odobrenja za prihvat kemijskog otpada. Na vidjelo je izašlo da su podzemne vode zagađivane od 1970. godine. Vlada je primila kritike zbog neobjavljivanja informacija o opsegu i pravoj prirodi zagađenja. Prema Agenciji za okoliš, sanacija ove lokacije u južnom Walesu, jedne od najzagađenijih u Velikoj Britaniji, mogla bi koštati i sto milijuna funti.
Godine 2004., neprofitna skupina korporacija, organizacija i pojedinaca s ciljem očuvanja i zaštite bioraznolikosti The Wildlife Habitat Council (WHC) i EPA, u sklopu svojeg programa National Environmental Performance Track, uručili su kompaniji Monsanto posebno priznanje na 16. godišnjem kongresu WHC-a.
Monsanto je najveći proizvođač glifosatnih herbicida zahvaljujući svojem brandu Roundup. Izvještaj objavljen u lipnju 2011. godine povezao je glifosate s urođenim malformacijama kod žaba i pilića koji su bili izloženi znatno razrjeđenijim otopinama nego što su one koje se koriste u poljoprivredi i vrtlarstvu.
Monsanto je odgovoran što je više od 50 terena širom SAD-a zagađeno nekontroliranim odlaganjem opasnog otpada, te su ušli u program SITE američke Agencije za zaštitu okoliša

## Pravna pitanja
Monsanto je poznat po sudjelovanju u razglašenim sudskim parnicama, i kao tužitelj i kao optuženik. Bio je tuženik u mnogim skupnim tužbama, u kojima su globe i odštete iznosile stotine milijuna dolara, uglavnom u vezi s narušavanjem zdravlja uzrokovanim njegovim proizvodima. Monsanto se također često utjecao sudu da zaštiti svoje patente, posebice na području biotehnoligije.
Monsanto je privukao medijsku pažnju zbog svog navodno nepoštenog sudskog progona farmera, kao što je prikazano u francuskom dokumentarnom filmu Le monde selon Monsanto (hrv. Svijet po Monsantu) iz 2008. godine.

### Monsanto kao optuženik
Veterani vijetnamskoga rata i članovi njihovih obitelji u skupnoj su tužbi godine 1982. tužili Monsanto i čitav niz drugih kemijskih kompanija zbog nuspojava koje je izazvao defolijant i bojni otrov Agent Orange, što ga je u vijetnamskom ratu rabila američka vojska. Dvije godine kasnije veterani i kemijske kompanije nagodili su se. Sukladno nagodbi, veterani koji su bili izloženi djelovanju Agent Orangea dobit će 180 milijuna dolara od kemijskih kompanija. U to je vrijeme u proces bilo uključeno 15000 veterana i članova njihovih obitelji. Broj zahtjeva za odštetom naknadno se popeo na 250000.
Monsanto je bio optuženik u najdužoj američkoj građanskoj parnici uz prisustvo porote, sporu Kemner protiv Monsanta. Proces je trajao od veljače 1984. do listopada 1987. godine. U sporu je sudjelovala skupina tužitelja koji su tvrdili da su se 1979. godine otrovali dioksinom u industrijskoj nesreći koji se dogodio u Sturgeonu, u saveznoj državi Missouriju.
Kompanija Great Lakes Chemical Corporation (GLCC) tužila je 2000. godine Monsanto zbog podbačaja od 71 milijuna dolara u odnosu na očekivane prihode od prodaje.
Godine 2004. najveća svjetska agrokemijska korporacija, švicarska grupa Syngenta, podigla je u SAD-u tužbu kojom tereti Monsanto da se koristi nasilnim metodama sa svrhom monopoliziranja tržišta. Međusobno su po nekoliko tužbi podigli i Monsanto i Syngenta.
U siječnju 2005. Monsanto je pristao platiti 1,5 milijuna dolara kazne zbog davanja mita indonezijskom dužnosniku. Monsanto je priznao da je 2002. godine njegov viši menadžer naputio indonezijsku konzultantsku tvrtku da dade 50000 dolara mita viskopozicioniranom dužnosniku indonezijskog ministarstva za zaštitu okoliša, u nastojanju da se izbjegne provođenje postupka procjene utjecaja na okoliš nad Monsantovim genetički modificiranim pamukom. Monsanto je naložio tvrtki da izdatak za mito lažno prikaže kao naknadu za konzultantske usluge. Monsanto je također priznao da je davao mito stanovitom broju drugih visokopozicioniranih indonezijskih dužnosnika u razdoblju između 1997. i 2002. godine. Monsanto se po istoj osnovi suočio s i kaznenim prijavama i s privatnim tužbama u SAD-u, te je pristao platiti milijun dolara Ministarstvu pravosuđa SAD-a i 500000 dolara Povjerenstvu za vrijednosne papire i burzu SAD-a kako bi se optužba za davanje mita i drugi povezani prekršaji riješili nagodbom. Tako su godine 2005. Ministarstvo pravosuđa SAD-a i Monsanto postigli su dogovor o povlačenju tužbe, pri čemu je Monsanto priznao da je prekršio Foreign Corrupt Practices Act i unosio lažne stavke u svoje poslovne knjige i dokumentaciju. Godine 2008. okružni sud u Columbiji obustavio je sudski postupak protiv Monsanta bez mogućnosti vraćanja predmeta u ponovni postupak (na što Ministarstvo pravosuđa SAD-a nije uložilo prigovor), čime je ukazao na to da je Monsanto uspio u potpunosti ispuniti uvjete dogovora.
Krajem 2006. nadležni sud u francuskom gradu Carcassonneu naložio je dvojici direktora Monsantove podružnice Asgrow da plate 15000 dolara novčane kazne jer su znali da su nedopušteni genetički modificirani organizmi bili prisutni u vrećicama sjemena koje je Asgrow uvezao 2000. godine.
Godine 2006. vlada države Andhra Pradesh podigla je tužbu protiv Monsanta i njegove indijske podružnice jer nisu poštovali odredbu koja je nalagala da kompanija ne traži naplatu po jedinstvenoj cijeni većoj od 750 rupija za pakiranje od 450 g Bt sjemena pamuka. Vlada države Andhra Pradesh tražila je također da Monsanto oštećenim farmerima isplati naknadu od otprilike milijun dolara.
Godine 2007. francuski je sud oglobio Monsanto s 15000 eura zbog obmanjivanja javnosti o utjecaju njegovog herbicida Roundupa na okoliš. Bivši predsjednik Monsantove podružnice u Francuskoj proglašen je krivim za lažno oglašavanje kojim se Roundup prikazuje kao biorazgradiv i kojim se tvrdi da je nakon upotrebe Roundupa tlo nezagađeno. Aktivisti za zaštitu okoliša i za prava potrošača pokrenuli su parnicu 2001. godine na temelju toga što je u Europskoj uniji glifosat, glavni sastojak Roundupa, klasificiran kao “opasan za okoliš” i “toksičan za vodene organizme”. Distributer Monsantovih proizvoda u Francuskoj također je oglobljen s 15000 eura.
Odlukom američkog saveznog suda u studenom 2010. godine, nakon što je utvrđeno da je Agencija za hranu i lijekove 2005. godine protuzakonito odobrila Monsantovu genetički modificiranu sortu šećerne repe Roundup Ready, zabranjeno je zasađivanje i prodaja te sorte, a njezini nasadi trebali su biti uništeni. U veljači 2011. godine američki je prizivni sud opozvao odluku da se usjevi trebaju uništiti.
U ožujku 2011. godine grupa sastavljena od preko 60 obiteljskih poljoprivrednih gospodarstava, proizvodača sjemena i organizacija za organsku poljoprivredu u Kanadi i SAD-u podnijela je tužbu protiv Monsanta kako bi osporili Monsantovo pravo patenta na genetički modificirano sjeme. Tužitelji su tvrdili da su tužbu prisiljeni podnijeti preventivno kako bi se zaštitili od optužbi da krše pravo patenta budu li njihovi usjevi ikada kontaminirani Monsantovim genetički modificiraniom sjemenom. Tužba je podnesena na federalnom okružnom sudu u Manhattanu. Okružni sud u New Yorku odbacio je tužbu u veljači 2012. godine, uz obrazloženje da tužitelji „nedvosmisleno pokušavaju stvoriti prijepor ondje gdje ga nema“.
U veljači 2012. godine Monsanto je proglašen krivim za nenamjerno trovanje. Francuski poljoprivrednik Paul François obolio je zbog inhalacije Monsantova herbicida Lasso, te je tužio kompaniju da na etiketama svojih proizvoda nije istaknula upozorenje. Monsantov odvjetnik rekao je da nema dovoljno elemenata da se dokaže uzročna veza između mogućeg trovanja i simptoma što ih ima Paul François.

### Monsanto kao tužitelj
Od sredine 1990.-ih godina Monsanto je pojedinačno tužio 145 američkih farmera zbog sporova u vezi sa svojim genetički modificiranim sjemenom. Tužbe su većinom uključivale kršenje sporazuma o transferu tehnologije, koji farmerima zabranjuje čuvanje sjemena s namjerom da bude posijano sljedeće sezone, što je među farmerima uobičajena praksa. Jedan je farmer osuđen na kaznu zatvora u trajanju od osam mjeseci zbog kršenja sudskog naloga da uništi svoje sjeme, a uz to je morao platiti štetu kad je Monsantova tužba prerasla u kazneni progon.
Godine 1998. geni što ih je patentirao Monsanto pronađeni su u uljanoj repici na imanju kanadskog farmera Percyja Schmeisera. Zbog toga je Monsanto tužio Percyja Schmeisera za povredu prava patenta zbog uzgajanja genetički modificirane uljane repice, otporne na Monsantov herbicid Roundup. Sud je presudio da je Percy Schmeiser namjerno posijao sjeme, sudeći da “povreda proizlazi ne samo od sporadične ili ograničene kontaminacije njegove na Roundup neotporne uljane repice biljkama koje su otporne na Roundup. On je zasijao svoje usjeve sjemenom za koje je znao, ili je trebao znati, da je otporno na Roundup.“ Ovaj razglašeni slučaj, Monsanto Canada Inc. protiv Schmeisera, završio je na Vrhovnom sudu Kanade. Monsantov predstavnik Trish Jordan komentirao je: „Ovo je veoma dobra vijest za nas, g. Schmeiser prekršio je naše pravo patenta.“ Nakon niza godina povlačenja po sudu slučaj se našao pred Vrhovnim sudom Kanade 2004. godine. Sud je presudio u korist Monsanta, odbacivši Schmeiserove tvrdnje da on nije „koristio“ genom uljane repice jer nije rabio herbicid Roundup. Sud je presudio da poljoprivredna aktivnost zahtijeva angažman čovjeka, te je tako prilikom zasijavanja usjeva Schmeiser rabio gen biljke. Schmeiser je međutim odnio dio pobjede, jer je Vrhovni sud odbacio procjenu štete koju je dao niži sud. Vrhovni je sud presudio da Schmeiser ne duguje Monsantu nikakvu odštetu jer povredom prava patenta nije ostvario profit. Iako je iznos štete bio nizak (19382 kanadska dolara), presuda je također značila da Schmeiser ne treba platiti Monsantove sudske troškove. Tijekom višegodišnjeg procesa Monsantove nasilne metode praćene su u medijima.
Monsanto je tražio od španjolskih carinika da istraže pošiljke sojinog brašna i ustanove je li u njemu korištena Monsantova tehnologija Roundup Ready. Monsanto tvrdi da je za uzgoj 30% proizvedene soje u Argentini korišteno sjeme Roundup Ready kupljeno na crnom tržištu. Monsanto zahtijeva da se promjeni način ubiranja tantijema tako da se one ubiru nakon žetve, umjesto pri kupnji sjemena.
Godine 2002. Monsanto je tužio Garyja Rineharta, vlasnika malog seoskog dućana iz Missourija, tvrdeći da je prekršio njihovo pravo na patent navodno sadeći genetički modificirano sjeme Monsantove soje Roundup Ready. Iako Gary Rinehart nije bio ni farmer ni trgovac sjemenom, imao je izdatke za obranu pred sudom. Monsanto je na kraju odustao od tužbe, ali nikad se nije niti ispričao, niti priznao svoju grešku, niti bio prisiljen podmiriti sudske troškove tuženoga. Znani su i drugi slučajevi da su predstavnici Monsanta upadali u kuće farmera, iznosili optužbe i zahtijevali uvide u njihove evidencije.
Godine 2003. Monsanto je tužio prerađivača mlijeka Oakhurst Dairy iz Portlanda u američkoj saveznoj državi Maineu zbog reklame u kojoj su tvrdili da njihovi mliječni proizvodi ne potječu od krava koje su tretirane goveđim hormonom rasta, tvrdeći da takva reklama šteti njihovom poslovanju. Predsjednik tvrtke Oakhurst Diary odgovorio je: „Trebali bismo imati pravo reći ljudima čega ima, a čega nema u našem mlijeku.”
Američka neprofitna organizacija sa sjedištem u Washingtonu Center for Food Safety u svojem je izvješću iz 2007. godine popisala 112 sudskih tužbi u 27 saveznih država što ih je Monsanto podigao protiv farmera i distributera sjemena tvrdeći da krše njegovo pravo na patent sjemena. Analiza je pokazala da se brojni farmeri nagode s Monsantom jer si ne mogu priuštiti dugotrajnu parnicu.
Monsanto je tužio poljoprivrednu zadrugu iz gradića Pilot Grovea u Missouriju, tvrdeći da njihova usluga čišćenja sjemena, kako bi se sačuvalo i zasijalo prilikom sljedeće sjetve umjesto da se kupuje novo, piratstvo Monsantovog sjemena. Zadruga je čistila sjeme desetljećima prije nego što su kompanije poput Monsanta uopće patentirale svoju tehnologiju.Sudski je proces završio 2008. godine nagodbom.

## Kritike i otpor

### SAD
Godine 1997. lokalna TV-postaja WTVT Channel 13 iz Floride, podružnica američke komercijalne televizijske mreže Fox navodno je pomagala Monsantu da se prikrije istraživačka reportaža o zdravstvenim rizicima povezanima s Posilacom, Monsantovim brandom goveđeg hormona rasta somatotropina. Sintetički hormon Posilac, korišten radi povećanja proizvodnje kravljeg mlijeka, zabranjen je u mnogim zemljama modernoga svijeta, dok je u SAD-u njegovo korištenje dopušteno. Steve Wilson i Jane Akre, reporteri TV-postaje WTVT Channel 13, nisu se slagali s time da se u njihovu reportažu Mystery in your milk umetne materijal koji, smatrali su, iskrivljava činjenice ili obmanjuje gledatelje. Oboje reportera naposljetku je dobilo otkaz. Wilson i Akre navodili su osvetu kao razlog otkaza, dok je Foxova podružnica to pobijala tvrdnjama da su otpušteni zbog neposluha. Reporteri su potom tužili Fox Sudu Floride, tvrdeći da nisu smjeli dobiti otkaz zbog odbijanja da učine nešto što su smatrali nelegalnim. Godine 2000. porota na Floridi utvrdila je da nema dokaza da je Monsanto na neki način vršio pritisak kako bi Fox izmijenio reportažu, no da je Jane Akre, za razliku od Stevena Wilsona, otpuštena nepravedno. Presudu u korist Jane Akre prizivni je sud pobio 2003. godine, jer zakonska regulativa o zviždačima, na koju se prvotno pozivalo, ustvari nije bila primjenjiva na ovaj slučaj.  
March Against Monsanto
The March Against Monsanto (Prosvjed protiv Monsanta) je internacionalni aktivistički pokret i prosvjed protiv Monsanta kao proizvođača GMO (genetički modificiranih organizama) i pesticida Roundupa. Pokret je organizirala aktivistica Tami Canal kao odgovor nakon sto u Kaliforniji  nije prošao zakon pod imenom Proposition 37. Novi propis uvodi obavezno označavanje GMO proizvoda. Odluka hoće li proizvod biti označen kao GMO ili ne nakon odbijanja Proposition37 je ostavljena proizvođačima i oni sami odlučuju hoće li svoj GMO proizvod označiti oznakom GMO ili ne.
Prvi prosvjed je održan 25. svibnja 2013. Broj sudionika varira od „nekoliko stotina tisuća“ dok su organizatori procijenili broj prosvjednika na „dva milijuna“. Prosvjed je organiziran u preko 330, neki izvori navode i 436 gradova, najviše u SAD-u. Uključilo se mnogo gradova iz Kalifornije. Neki od sudionika nosili su transparente koji zahtijevaju obavezno označavanje proizvoda koji sadrže GMO npr. "Label GMOs, It's Our Right to Know" (Označite GMO, imamo pravo znati) i "Real Food 4 Real People" (Stvarno jelo za stvarne ljude). Canal je izjavila da će pokret nastaviti sa svojom borbom i nakon ovog prvog prosvjeda. Novi prosvjedi održani su u listopadu 2013. i u svibnju 2014. i 2015.

### Europa
Europska se javnost dugo opirala genetički modificiranoj hrani. Monsanto je nailazio na žilav otpor Europske unije prema njihovoj genetički modificiranoj hrani. Odobravanje u Europi Monsantu je važno jer stav Europske unije o genetički modificiranoj hrani utječe na tijek debate na globalnoj razini. U Europskoj je uniji prihvaćeno nekoliko zakona o ovom pitanju i zakonodavstvo EU 2003. godine nalagalo je svim biotehnološkim kompanijama stroga pravila o etiketiranju, mogućnost praćenja i procjenu rizika genetički modificirane hrane. Odredbe iz 2004. odredila su postupke praćenja i etiketiranja genetički modificiranih organizama i svih proizvoda proizvedenih uz korištenje genetički modificiranih organizama. Zakonodavstvo o obveznom etiketiranju prošireno je na svu hranu i sastojke hrane proizvedene uz pomoć genetički modificiranih organizama, bez obzira na to je li moguće ustanoviti prisutnost genetički modificiranih DNK ili proteina u konačnom prehrambenom proizvodu. Ove mjere teško su naštetile Monsantu, koji drži da etiketiranje hrane kao genetički modificirane stigmatizira hranu i obmanjuje potrošače. U Europskoj je uniji od 1998. godine na snazi moratorij na odobravanje novih genetički modificiranih usjeva zbog zabrinutosti javnosti zbog potencijalnih rizika koje nosi genetički modificirana hrana.
Među dokumentima u posjedu Wikileaksa nalazi se i zahtjev Monsanta upućen vladi SAD-a da izvrši snažan pritisak na zakonodavstvo Europske unije kako bi se uvela genetički modificirana hrana.
Godine 2004. Monsanto je podnio dva zahtjeva za priznanje patenta za tehnologiju kontrole razmožavanja svinja posebnim genom markerom, koje je kritizirao Greenpeace. Oba zahtjeva za priznanje patenta prodana su kompaniji Newsham Genetics godine 2007. Iako je Europski ured za patente odbio jedan od zahtjeva kao u biti biološki proces, te se od njega odustalo, drugi zahtjev, odobren 2008. godine,  bio je meta prosvjeda stočara pred Europskim uredom za patente u Münchenu. Njemačka ministrica poljoprivrede Ilse Aigner žestoko se protivila patentu.  Monsanto je izjavio da se patent odnosi samo na svinje uzgojene korištenjem posebne Monsantove tehnologije koja locira gene koje pospješuju rast svinje, no otkad su buknule kontroverzije Monsanto tvrdi da je izašao iz industrije uzgoja svinja nakon što je svoju tvrtku Monsanto Choice Genetic prodao tvrtki Newsham Genetics LC 2007. godine.

### Indija
Monsantova je povijest u Indiji kontroverzna, počevši od optužbe da Monsanto koristi gene terminatore u svojem sjemenu kako bi iduća generacija sjemena bila sterilna, što je potaknulo prosvjede protiv korporacije. Indijski poljoprivrednici koji bi genetički modificirane varijetete sjemena koji sadrže gen terminator križali s lokalnim vrstama s jedne bi strane dobili sterilno sjeme, a s druge bi strane njihovo djelovanje bilo nezakonito “sjemenarsko piratstvo”. Osim toga Monsantovo genetički modificirano sjeme pamuka bilo je razlog niza reakcija indijskih nevladinih organizacija zbog svoje visoke cijene: godine 2009, visoke cijene Bt sjemena pamuka dovele su poljoprivrednike na rub propasti zbog smanjenja prinosa zbog suše.
Indijska savezna država Andhra Pradesh isprva je ustala protiv transgeničnog pamuka koji sadržava gen iz patogene bakterije pesticidnih svojstava Bacillus thuringiensis (Bt); ipak, jer je bio veoma popularan među poljoprivrednicima, pokušali su kontrolirati njegovu cijenu. Godine 2005., nakon što je povjerenstvo indijske agencije za odobravanje genetičkog inženjerstva obznanilo istražni iskaz, ministar poljoprivrede zabranio je Monsantu prodaju sjemena pamuka u državi Andhra Pradesh. Zabrana je kasnije ukinuta. 
U ožujku 2010. Monsanto je priznao da su kukci razvili otpornost na njihov Bt pamuk koji se uzgajao u Gujaratu, na zapadu Indije. Kompanija je poljoprivrednicima preporučila da prijeđu na uzgoj druge generacije njihovog transgeničnog Bt pamuka, Bolguard II, koji ima dva gena za otpornost, a ne samo jedan, kako bi smanjili potreba za insekticidima. No taj je savjet naišao na žestoke kritike, a indijska ga je vlada protumačila kao lukavu poslovnu strategiju.
Indijska podružnica Monsanta koristila se dječjim radom u proizvodnji sjemena pamuka. Posao je uključivao rukovanje otrovnim pesticidima, insekticidima i akaricidima kao što je endosulfan, a djeca su dobivala manje od 20 rupija na dan.

### Južna Amerika
Monsanto tvrdi da je jedan od njihovih najvećih uspjeha genetički modificirana soja (Roundup Ready soja) koja se uzgaja i prodaje u Argentini, Južnoafričkoj Republici i širom SAD-a. Tvrdi se da je upotreba sjemena ove biljke povećala proizvodnju soje za 75% i povećala prinose za 173% u pet godina, stvarajući znatan profit farmerima. Vijest je bila dobra za farmere koji su u genetički modificiranoj soji vidjeli profitabilan usjev s dobrim predispozicijama da bude izvozna stočna hrana. Zato su se argentinski farmeri oslanjali na genetički modificiranu soju kao svoj jedini proizvod. Godine 2004. postavilo se pitanje o stvarnim prednostima ovih usjeva: znastvenici su tvrdili da su posljedice uzgajanja genetički modificirane soje u Argentini uključivale masovni egzodus sitnih poljoprivrednika sa sela, jer više nisu mogli zarađivati za život (jer si nisu mogli priuštiti kupovinu genetički modificiranog sjemena soje) ili su otjerani sa svoje zemlje.
Monsanto je iznosio argumentaciju da degradacija tla i povećana upotreba pesticida nisu nastali zbog upotrebe njihove genetički modificirane soje. Monsanto ustrajava na tomu da farmeri trebaju rotirati usjeve tako da omoguće tlu da se oporavi. Farmeri bi trebali uzgajati genetički modificiranu soju a zatim je rotirati s kukuruzom ili drugim usjevima. No zbog porasta potražnje za sojom, argentinski farmeri nisu rotirali usjeve i uzgajali su samo soju, što je rezultiralo oštećenjem tla.

## Sponzorstva
Monsanto je sponzor mnogim atrakcijama u zabavnim parkovima Disneyland u kalifornijskom gradu Anaheimu te Walt Disney World u Floridi.
Monsanto je kao jedan od glavnih sponzora Svalbardskog globalnog skladišta sjemena u Norveškoj (norv. Svalbard Globale frøhvelv, eng. Svalbard Global Seed Vault) naveden na mnogim web stranicama, ali ne i na web stranicama Svalbardskog globalnog skladišta sjemena.

## Prezentacija u medijima

### Dokumentarni filmovi
- American Drug War
- The Esoteric Agenda
- Food, Inc.
- The Corporation
- The Future of Food, kritika monsantovih akttivnosti u Kanadi i SAD-u
- Patent For A Pig
- The World According to Monsanto
- Seeds of Deception
- Plan Colombia: Cashing in the Drug War Failure
- The Monsanto Story
- Life Running Out Of Control
- David Versus Monsanto
- Deconstructing Supper

### Knjige
- Fast Food Nation: Mračna strana uobičajenog američkog obroka (2001.)
- Silent Spring
- Stolen Harvest: The Hijacking of the Global Food Supply od Vandana Shiva

### Le Monde selon Monsanto
U ožujku 2008. Francuska novinarka Marie-Monique Robin objavila je rezultate svojeg trogodišnjeg cjelosvjetskog istraživanja Monsanta. Knjigu je izdao La Découverte, francuski izdavač, i dokumentarni film Le Monde selon Monsanto (Svijet prema Monsantu), je objavljen na DVD i prikazan na Arte, francusko-njemačkom televizijskom kanalu. 
Ovaj film otkriva mnoge kontraverzne činjenice o Monsantu. Marie-Monique Robin putovala je širom svijeta i posjetila znanstvenike i političke osobe sa željom da istraži nekoliko Monsantovih proizvoda. Intervju je dao Shiv Chopra, kanadski istraživač koji je bio otpušten iz Health Canada nakon što je otkrio pokušaj Monsanta da podmiti zaposlenike u vezi s uvođenjem goveđeg hormona rasta u Kanadu. Autorica se susrela s nekoliko nezavisnih znanstvenika širom svijeta koji su pokušali upozoriti vlasti o korištenju GM sjemena. Prema novinarki, većina od ovih znanstvenika su dobili otkaz jer su progovorili. Politika širom otvorenih vrata, kao i prijetnje nedodržavanja kvalitete i nezavisnosti znanstvenog djelovanja o nuspojavama Monsantovih proizvoda, pogotovo u slučaju s američkom Food and Drug Administration, prikazani su ovom filmu.
Robin je bila u Indiji, Meksiku, Argentini, and Paragvaju da sazna kako su Monsantovi genetički izmijenjeni organizmi (GMOs) utjecali na lokalne poljoprivrednike koji su ih koristili na svojim oranicama. Optužbe da se je u Indiji povećao postotak samoubojstva poljoprivrednika i saznanje da je teže zaraditi za život uz korištenje skupljih Monsantovih sjemena koji usprkos tvrdnjama ipak zahtijevaju posebne pesticide i gnojivo. Meksiko, koji je zabranio GMO pokušava smanjiti kontaminaciju i mješanje s GMO kukuruzom iz SAD. Argentinski poljoprivrednici odustaju od poljoprivrede i sele se do predgrađa velikh gradova, jer se ne mogu natjecati s GM usjevima i saznanjem da su njihove farme, stoka i djeca pod negativnim utjecajem koji su uzrokovali pesticidi. Paragvaj je prisiljen da prihvati GMO usjeve, jer se sjeme anonimno uvaža i masovno uzgaja, tako da bi se zabrana uzgajanja negativno odrazila na njihovu ekonomiju. U svim sučajevima genetska mješovitost je smanjena kao rezulat sijanja sam jedne vrste usjeva, a vlasništvo je postalo koncentrirano na manji broj vlasnika.
I na kraju, Monsanto je odbio sudjelovati u filmu.

## U popularnoj kulturi
- Godine 2008. film Michael Clayton, tamo je izmišljena kemijska korporacija U-North koja je uvelike bazirana na Monsantu
- Folk grupa Seize The Day izdala je pjesmu pod nazivom "Food `n health `n hope (Monsanto Song)".
- Dokumenarni film Food, Inc. sadrži brojene reference na Monsanto i njegove poslovne politiku.
- Punk rock skupina The Adolescents izdala je pjesmu pod nazivom "Monsanto Hayride" u kojoj kritiziraju djelatnost komapnije.
- Punk rock sastav Anti-Flag izdao je pjesmu pod nazivom "The W.T.O. Kills Farmers" u kojoj optužuju Monsanto za ubojstvo kao rezultat njihovih poslovne politike.
- Grčki low-bap/rap sastav Active Member izdalo je pjesmu pod nazivom  "Allios Skapste" u kojoj kritizira Monsanto i njihovu poslovnu politiku.
- U drugoj epizodi prve sezone Futurama, "The Series Has Landed", karnevalska povorka je nazvana "The Goophy Gopher Revue" i rečeno je da je njen sponzor/vlasnik "Moonsanto".
- Godine 2010. u indijskom filmu Peepli Live, glava indijske države traži od svojeg asistenta da nagradi sve vladine poljoprivredne ugovore s korporacijom nazvanom 'Somanto'.
- TV Show CSI: Miami (season 8) epizoda Bad Seed uključuje korporaciju koja koristi sličnu taktiku kao Monsanto.
- Godine 2010. skupina s Novog Zelanda The Mark Of Man izdala je pjesmu pod nazivom  "Death To Monsanto" na svom debut albumu.
- Godine 2008. Francuski dokumentarni film ench documentary film "The World According to Monsanto", Marie-Monique Robin pokuzaju podmićivanje raznih državnih dužnosnika i ušutkavanje znanstvenika koje se protive Monsantu. Također pokazuje utjecaj koji je Monsanto imao na nekim od svjetskih poljoprivrednih tržišta.

## Vanjske poveznice
- Službene stranice korporacije Monsanto
- Monsanto na Curlie
- Hoover's Online: Monsanto Company Capsule
- SourceWatch on Monsanto
- Monsanto Watch  Arhivirana inačica izvorne stranice od 15. rujna 2012. (Wayback Machine)

News articles
- Photos of the Monsanto Plant after the 1947 Texas City Disaster hosted by the Portal to Texas History
- Biotech Companies Race for Drought-Tolerant Crops
- Millions Against Monsanto  Arhivirana inačica izvorne stranice od 12. studenoga 2012. (Wayback Machine)
- Monsanto’s Harvest of Fear from Vanity Fair
- Mađarska uništva GMO usjeve  Arhivirana inačica izvorne stranice od 11. siječnja 2012. (Wayback Machine)
- Ciljano trovanju hrane i vode u svrhu depopulacije stanovništva
- Alabama: Pollution, Contamination, and Betrayal[neaktivna poveznica]
- Fined $700 Million for Poisoning People with PCBs[neaktivna poveznica]
- INDIA CHEERS WHILE MONSANTO BURNS  Arhivirana inačica izvorne stranice od 31. ožujka 2012. (Wayback Machine)
- [neaktivna poveznica]
- Defies Monsanto, Says No to GMO Crops[neaktivna poveznica]
- India Sues Monsanto Over Genetically-Modified Eggplant

Sestrinski projekti
|  | Zajednički poslužitelj ima još gradiva o temi Monsanto |